# Clarence (Nowa Zelandia)
Clarence – rzeka w Nowej Zelandii, na Wyspie Południowej, o długości 160 km.